# Parc naturel du Gaoulou
 (mai 2013).
Si vous disposez d'ouvrages ou d'articles de référence ou si vous connaissez des sites web de qualité traitant du thème abordé ici, merci de compléter l'article en donnant les références utiles à sa vérifiabilité et en les liant à la section « Notes et références ».
Le parc naturel du Gaoulou est un parc naturel situé en Côte d'Ivoire, dans la région de Sassandra et Dagbego, à l'ouest du pays.
Il est situé sur des îles au milieu de l'estuaire du fleuve Sassandra. On y accède en pirogue. Le lieu comporte une forêt préservée permettent de découvrir en toute sécurité, de jour comme de nuit toute la faune de Côte d'Ivoire.  On y observe de nombreux papillons, quelques cétoines, principalement la petite espèce de sous bois Chordodera quinquelineata, des Iules et chatine, des scolopendres et des amblypyges.
On y trouve aussi une espèce en voie de disparition, les lamantins.